# Родріге Мугарука Катембо
Родріге Мугарука Катембо (нар. 1976 р., Катана, Південне Ківу, ДР Конго) — охоронець парку з Демократичної Республіки Конго. Він був одним із переможців екологічної премії Goldman 2017 року за роботу із захисту національного парку Вірунга. Катембо ризикував своїм життям, щоб розкрити корупцію в спробах SOCO International видобути в парку нафту. Присутність SOCO поставила під загрозу виживання гірських горил, які знаходяться під загрозою зникнення (приблизно 480 з 800, що залишилися, живуть у парку). Відео, яке він таємно записав про підрядників SOCO, було включено в документальний фільм Netflix Virunga. У 2020 році було оголошено, що Леонардо Ді Капріо знімає художню екранізацію документального фільму; Сценарист і продюсер фільму — Баррі Дженкінс. Будучи наглядачем, Катембо також стикався з нелегальними збирачами деревного вугілля, озброєними браконьєрами та численними бойовиками.
Батьки Катембо були протестантськими фермерами. Його надії стати пастором були зірвані у 14 років, коли він був змушений приєднатися до збройної міліції. Катембо заявив, що, хоча час його дитинства у образі солдата був травмуючим, він отримав навички, які пізніше допомогли йому захиститися від загроз у парку.